# Mina canta i Beatles
Mina canta i Beatles è un album in studio della cantante italiana Mina, pubblicato l'11 giugno 1993 dalla PDU.

## Descrizione
Pubblicato "a sorpresa" nel giugno 1993 (il doppio album annuale veniva solitamente pubblicato durante l'autunno), Mina canta i Beatles è un disco in cui la Tigre di Cremona si confronta con un pezzo di storia della musica contemporanea, il quartetto di Liverpool. Il disco propone undici brani, di cui solo i primi sei vengono incisi nel 1993, mentre gli altri sono ripescaggi di precedenti incursioni di Mina nel songbook beatlesiano. «Nessuna o quasi delle canzoni rispecchia fedelmente la stesura originale, proponendo una versione rivisitata secondo i canoni vocali e gli arrangiamenti cari all'interprete», tra cui alcuni curati da Victor Bach, collaboratore abituale della cantante.
Si parte con Something, brano scritto da George Harrison e tratto da Abbey Road (1969) e giocato qui su spazzole e filicorno jazz e già interpretato da Mina in versione sinfonica per il disco Mina del 1971. Poi si passa all'eccentrica apertura di Let It Be, che inizia «come una marcia di Kurt Weill, col suono di una fisarmonica, i rumori e il vociare di una fiera». Poi Mina diventa «leggera, su un ritmo di bossanova, per The Fool on the Hill» e «canticchia all'italiana When I'm Sixty-Four come i 78 giri del Trio Lescano». The Long and Winding Road «è contrappuntata da un romanticissimo pianoforte» mentre in Yesterday (ultimo dei brani inediti), Mina si fa «attenta e rispettosa nel cimentarsi col classico dei classici».
Il settimanale Noi pubblica in contemporanea con l'uscita del disco un articolo scritto dalla stessa Mina  - collaboratrice della rivista - in cui la cantante racconta come ha scoperto i Beatles: «Ascoltai per caso un loro motivo in un autogrill e ne fui immediatamente conquistata. [...] Non sapevo chi fossero, ma mi resi conto che stavo vivendo un evento memorabile storico. [...] Come ogni altro essere vivente fui colpita [...] dalla più colossale uniformità di emozioni, passione, partecipazione compatta in massa a quello che è stato più di ogni altro il "fenomeno per tutti", il "caso generale" più vissuto da ogni singolo sulla faccia della terra»[...].
Nel novembre del 2022 uscirà The Beatles Songbook album che unisce i brani presenti in Mina canta i Beatles ad altre incisioni di canzoni del gruppo di Liverpool a partire dal 1964. Sono presenti anche due cover inedite incise per l'occasione.

## Copertina
La copertina è la copia (quasi) esatta della copertina dell'album Revolver dei Beatles del 1966. I disegni del volto di Mina sono ripresi da precedenti copertine della cantante (partendo dall'alto sulla sinistra): Sorelle Lumière (foto interna), Catene, Minacantalucio, Rane supreme.

## Tracce
Testi e musiche di John Lennon e Paul McCartney, eccetto dove indicato.
1. Something – 3:48 (George Harrison)
2. Let It Be – 4:06
3. The Fool on the Hill – 4:00
4. When I'm Sixty-Four – 2:48
5. The Long and Winding Road – 3:54
6. Yesterday – 2:49
7. Michelle – 5:36
8. Hey Jude – 6:17
9. She's Leaving Home – 5:33
10. My Love – 4:17 (Paul McCartney)
11. Oh, Darling – 3:32

## Formazione
- Mina – voce
- Massimo Moriconi – basso, contrabbasso
- Massimiliano Pani – tastiera, cori
- Danilo Rea – pianoforte
- Antonio Farao' – pianoforte (brano 6 Yesterday)
- Candelo Cabezas – percussioni
- Andrea Braido – chitarra elettrica
- Sergio Farina - chitarra acustica
- Maurizio Dei Lazzaretti – batteria
- Franco Ambrosetti – flicorno
- Giancarlo Porro – clarino
- Claudio Wally Allifranchini – flauto
- Rino Ghiretti – tuba
- Emanuela Cortesi, Monica Magnani, Massimo Bozzi – cori

## Classifiche

### Classifiche settimanali
| Classifica (1993) | Posizione massima |
| ----------------- | ----------------- |
| Europa            | 42                |
| Italia            | 3                 |

### Classifiche di fine anno
| Classifica (1993) | Posizione |
| ----------------- | --------- |
| Italia            | 24        |